# Peschadora
Peschadoires és un municipi francès situat al departament del Puèi Domat i a la regió d'Alvèrnia-Roine-Alps. L'any 2007 tenia 2.006 habitants.

## Demografia

### Població
El 2007 la població de fet de Peschadoires era de 2.006 persones. Hi havia 855 famílies de les quals 225 eren unipersonals (92 homes vivint sols i 133 dones vivint soles), 281 parelles sense fills, 285 parelles amb fills i 64 famílies monoparentals amb fills.
La població ha evolucionat segons el següent gràfic:
Habitants censats

### Habitatges
El 2007 hi havia 932 habitatges, 853 eren l'habitatge principal de la família, 26 eren segones residències i 53 estaven desocupats. 819 eren cases i 108 eren apartaments. Dels 853 habitatges principals, 652 estaven ocupats pels seus propietaris, 180 estaven llogats i ocupats pels llogaters i 21 estaven cedits a títol gratuït; 2 tenien una cambra, 39 en tenien dues, 145 en tenien tres, 250 en tenien quatre i 417 en tenien cinc o més. 638 habitatges disposaven pel capbaix d'una plaça de pàrquing. A 387 habitatges hi havia un automòbil i a 396 n'hi havia dos o més.

### Piràmide de població
La piràmide de població per edats i sexe el 2009 era:
| Homes | Edats   | Dones |
| ----- | ------- | ----- |
| 0     | 95 o +  | 4     |
| 0     | 90 a 94 | 8     |
| 8     | 85 a 89 | 20    |
| 4     | 80 a 84 | 12    |
| 28    | 75 a 79 | 20    |
| 52    | 70 a 74 | 40    |
| 32    | 65 a 69 | 64    |
| 72    | 60 a 64 | 64    |
| 40    | 55 a 59 | 80    |
| 92    | 50 a 54 | 72    |
| 112   | 45 a 49 | 84    |
| 60    | 40 a 44 | 80    |
| 108   | 35 a 39 | 88    |
| 48    | 30 a 34 | 60    |
| 28    | 25 a 29 | 48    |
| 48    | 20 a 24 | 36    |
| 80    | 15 a 19 | 60    |
| 60    | 10 a 14 | 48    |
| 36    | 5 a 9   | 68    |
| 16    | 0 a 4   | 36    |

## Economia
El 2007 la població en edat de treballar era de 1.297 persones, 971 eren actives i 326 eren inactives. De les 971 persones actives 874 estaven ocupades (477 homes i 397 dones) i 97 estaven aturades (39 homes i 58 dones). De les 326 persones inactives 111 estaven jubilades, 113 estaven estudiant i 102 estaven classificades com a «altres inactius».

### Ingressos
El 2009 a Peschadoires hi havia 960 unitats fiscals que integraven 2.200,5 persones, la mediana anual d'ingressos fiscals per persona era de 17.983 €.

### Activitats econòmiques
Dels 130 establiments que hi havia el 2007, 3 eren d'empreses extractives, 2 d'empreses alimentàries, 1 d'una empresa de fabricació d'elements pel transport, 27 d'empreses de fabricació d'altres productes industrials, 15 d'empreses de construcció, 29 d'empreses de comerç i reparació d'automòbils, 5 d'empreses de transport, 8 d'empreses d'hostatgeria i restauració, 1 d'una empresa d'informació i comunicació, 3 d'empreses financeres, 3 d'empreses immobiliàries, 14 d'empreses de serveis, 12 d'entitats de l'administració pública i 7 d'empreses classificades com a «altres activitats de serveis».
Dels 28 establiments de servei als particulars que hi havia el 2009, 1 era una oficina de correu, 1 funerària, 4 tallers de reparació d'automòbils i de material agrícola, 1 autoescola, 7 paletes, 1 fusteria, 3 lampisteries, 1 electricista, 1 empresa de construcció, 2 perruqueries, 2 restaurants, 2 agències immobiliàries i 2 salons de bellesa.
Dels 8 establiments comercials que hi havia el 2009, 2 eren botiges de menys de 120 m², 2 fleques, 2 carnisseries, 1 una llibreria i 1 una botiga d'equipament de la llar.
L'any 2000 a Peschadoires hi havia 20 explotacions agrícoles que ocupaven un total de 627 hectàrees.

## Equipaments sanitaris i escolars
L'únic equipament sanitari que hi havia el 2009 era una farmàcia.
El 2009 hi havia 1 escola maternal i 1 escola elemental.

## Poblacions més properes
El següent diagrama mostra les poblacions més properes.